# カモン (パニック!アット・ザ・ディスコとFUN.の曲)
「カモン」（C'mon）は、アメリカ合衆国のポップ・ロック・バンドであるパニック!アット・ザ・ディスコとインディー・ポップ・バンドであるFUN.の楽曲。2011年5月17日に2組のコラボレーション・シングルとして発売された。『ビルボード』誌のHot Singles Salesで最高位12位を記録した。それぞれのアルバム作品には未収録となっている。

## 背景と曲の構成
2011年3月22日、パニック!アット・ザ・ディスコの3作目のスタジオ・アルバム『悪徳と美徳』が発売された。5月20日から同作を引っさげたアメリカツアーが開催され、このツアーにレーベルメイトであるFUN.が同行。これを記念し、パニック!アット・ザ・ディスコとFUN.の2組が共演して楽曲制作を行なうこととなった。
曲のキーはCメジャーで、テンポは127 BPM。『スピン』誌のウィリアム・グッドマンは、本作について「ブレンドン・ユーリーとネイト・ルイスがそれぞれピアノ、ストリングス、大きく盛り上がるメロディをバックに愛が持つ救いの力についてささやくように歌う」楽曲と説明している。

## 評価
『オルタナティヴ・プレス』誌は、パニック！アット・ザ・ディスコの『悪徳と美徳』（2011年）の発売とFUN.の『サム・ナイツ 〜蒼い夜〜』（2012年）の発売の間に本作が発売されたことを「ちょうどいい時期」とし、「ユーリーとルイスの声域にあなたは鳥肌が立つことだろう」と述べた。『ブック・ライオット』のアマンダ・ケイ・オークスは、本作の「feels like I've been falling down a rabbit hole/falling for forever」と「I am a man of many hats/although I never mastered anything/But I am ten feet tall」という一節を引き合いに、「明確に『不思議の国のアリス』の雰囲気を持った」楽曲と見なした。
『PopBuzz』のジェームズ・ウィルソン＝テイラーは、2018年1月時点でパニック!アット・ザ・ディスコが発表した全71曲（カバー曲やコラボ曲を除く）を対象としたランキングで第55位に本作を選出し、「かなり美しいストリングス主体の合唱に発展する素晴らしいコラボ曲」と評した。
『Cleveland.com』のトロイ・L・スミスは、2019年1月までに発表されたパニック!アット・ザ・ディスコの楽曲を対象にランク付けを行ない、本作を54位に挙げた。スミスは楽曲発表当時人々が「あらゆる点で傑作」と見なしたことを引き合いに「この曲にはそんな瞬間があるが、過去8年間にわたってほとんど忘れ去られていた」と述べた。

## クレジット
※出典
パニック!アット・ザ・ディスコ
- ブレンドン・ユーリー – ボーカル、ギター、ベース、ピアノ、作詞作曲
- スペンサー・スミス – ドラム、パーカッション、作詞作曲

FUN.
- ネイト・ルイス – ボーカル、作詞作曲
- ジャック・アントノフ – ギター、作詞作曲
- アンドリュー・ドスト – 作詞作曲、編曲

外部ミュージシャン・スタッフ
- スティーヴ・マクドナルド – プロデュース
- スティーヴ・ブラック – 追加のストリングス

## チャート成績
| チャート (2011年)                | 最高位 |
| -------------------------------- | ------ |
| US Hot Singles Sales (Billboard) | 12     |